# Bilal Abu Samaan
Bilal Abu Samaan (Gaza, 9 de enero de 1992 - Jan Yunis, 18 de diciembre de 2023), también conocido como Bilal Muhammad, fue un atleta palestino.

## Biografía
Belal Abu Saman nació y vivió en la ciudad de Gaza. Estudió la escuela secundaria en la escuela secundaria Abu Dhar al-Ghafari y obtuvo una licenciatura en educación física de la Universidad Al-Aqsa.
Era el entrenador del equipo de atletismo palestino. A principios de 2021, trabajó como profesor de educación física en la Escuela Internacional Estadounidense en Gaza.
Participó como candidato a la Academia Olímpica Palestina en la 62.ª sesión internacional de la Academia Olímpica Internacional para Jóvenes Embajadores de los Juegos Olímpicos, que se inauguró la tarde del 12 de junio de 2022 en la antigua ciudad de Bennix. Además, representó a Palestina en los Juegos Árabes de 2023 en Argelia y en el XX Campeonato Árabe de Cross Country en Sharm el Sheij (Egipto).

### Muerte
El 18 de diciembre de 2023, él y varios miembros de su familia murieron durante un ataque aéreo de la Fuerza Aérea de Israel contra una casa en Jan Yunis, al sur de la ciudad de Gaza, en la que se refugiaban después de haberse visto obligados a abandonar su casa, durante la guerra de Israel contra Gaza.